# Gyldendal
Gyldendal (1903-2010 formelt Gyldendalske Boghandel, Nordisk Forlag A/S) er Danmarks største forlag og det næstældste efter Schultz Forlag, som dog har været ejet af Gyldendal siden 2007. Gyldendal leverer litteratur til det almene litteraturmarked, undervisningsmaterialer til det danske uddannelsessystem og ejer desuden det svenske lydbogsforlag Word Audio Publishing International og lektiehjælpsvirksomheden MentorDanmark. I 2022 omsatte Gyldendal for 705,7 mio. kr. og beskæftigede 525 ansatte.

## Historie
Forlaget blev grundlagt i 1770 af Søren Gyldendal og har siden 1787 haft hovedsæde i ejendommen Klareboderne 3 i Indre By, København. Søren Gyldendals svigersøn Jacob Deichmann overtog forlaget i 1809 og gjorde Gyldendal til det førende forlag i Danmark. I 1850 solgte Deichmann Gyldendal til boghandler Frederik V. Hegel, der for alvor satsede på moderne skønlitteratur. Hegels efterkommere ejede forlaget i tre generationer, men i begyndelsen af 1890'erne oplevede det en stagnation, der tog til med grundlæggelsen af Det Nordiske Forlag (DNF) i 1895. Forlaget var en sammenlægning af Nordisk Musikforlag, P.G. Philipsens Forlag og Ernst Bojesens Forlag. Det nye forlag, der havde Ernst Bojesen i spidsen, rådede derved over en større samlet aktiekapital end Gyldendal, og det blev indledningen til en syv år lang kamp om kontrollen med det danske bogmarked. I 1896 blev Peter Nansen ansat i ledelsen for Gyldendal, og det lykkedes ham at udmanøvrere DNF ved benhårde tiltag.
Nansens første succes var at overtale ejeren af Gyldendal til at opkøbe C.A. Reitzels Forlag, som på daværende tidspunkt gik dårligt. Herved sikredes rettighederne til de fleste af Guldalderens forfattere, og de blev derefter lanceret i serien Gyldendals Bibliothek, der lanceredes som en skønlitterær efterligning af populærvidenskabelige DNFs tidsskrift Frem. DNF havde desuden lanceret en serie ordbøger, og Nansen oprettede derfor serien Gyldendals røde Ordbøger, som hurtig udkonkurrerede DNFs mere uhåndterlige serie og i dag stadig er den mest solgte ordbogsserie på det danske marked. Gyldendals omsætning steg, og i starten af 1900-tallet havde den overhalet DNFs. Det endte med at de to forlag i 1903 fusioneredes under et nyt forlag kaldet Gyldendalske Boghandel og det Nordiske Forlag (forkortet GBNF) og omdannet til et aktieselskab under Jacob Hegel, søn af Frederik V. Hegel. Det Norske Forlagshus blev grundlagt i 1906 og blev frasolgt i 1925 efter at norske interesser havde fremskaffet aktiekapital til at købe norske rettigheder (især "de fire store") fra det danske forlag og grundlagde Gyldendal Norsk Forlag AS. I 1952 sad ostegrosserer Knud W. Jensen, der senere grundlagde kunstmuseet Louisiana, på aktiemajoriteten i selskabet.
I september 2019 meddelte Gyldendal, at Rosinante skulle nedlægges som selvstændigt selskab og indlemmes i Gyldendal.

## Udgivelser
Blandt udgivelserne er skønlitteratur, både ny og klassisk, undervisningsmaterialer, børne- og ungdomsbøger samt faglitteratur.
Gyldendal udgiver også litteratur i digitale formater, som e-bøger og lydbøger, såvel som gennem de traditionelle boghandlere.
Gyldendal-koncernen var indehaver af samtlige danske bogklubber, der fungerede som en selvstændig virksomhed i Gyldendal-koncernen, Gyldendals bogklubber.
Gyldendal drev også Den Store Danske, der er en online encyklopædi.
Gyldendal udgav 26.03.2020 bogen "Selveste Gyldendal" om sig selv. I 2020 fyldte Gyldendal 250 år. I den anledning præsenterer Gyldendal bogen på følgende vis på deres hjemmeside: "I den anledning har Weekendavisens Pernille Stensgaard skrevet et portræt af Gyldendal: Historien begynder først i 1950´erne, da Knud W. Jensen køber aktiemajoriteten i forlaget og indsætter en ledelse bestående af tre unge mænd: Otto B. Lindhardt, Jokum Smith og Ole Wivel, som bliver dem, der kommer til at tegne det nye Gyldendal. Stensgaard fortæller sin historie med tilbageblik på vigtige perioder og personer, magtkampe og intriger i forlagets historie: om Søren Gyldendal, der grundlagde det hele, om de tre generationer Hegel, om Peter Nansen, Ingeborg Andersen, Kurt Fromberg, Stig Andersen, helt op til vores tid. Informativt, livfuldt, en fornøjelse at læse."

## Ejerforhold
I dag er forlaget noteret på Københavns Fondsbørs og ejes således af en række aktionærer; Museumsfonden af 7. december 1966 (35,5%), Chr. Augustinus Fabrikker A/S (30,9%), Lars Ole Kornum Aps (11,0%), MP Pension (5,5%).
Museumsfonden af 7. december 1966 kontrollerer 66,8% af stemmerne.
Direktør er siden 2022 Hanne Salomonsen.

### Gyldendals datterforlag og imprints
- Borgen
- Gyldendal Business
- Gyldendals Leksikon
- Hans Reitzels Forlag
- Forlaget Fremad
- Samlerens Forlag (siden 1987)
- Høst & Søns Forlag
- Rosinante & Co
- Munksgaards Forlag
- Exlibris Musik
- Forlaget Forum
- Systime
- Academica
- Schultz Forlag
- Nyt Juridisk Forlag (sammen med Djøf)
- Cicero/Chr. Erichsen
- Superpocket
- Flamingo
- Tiderne Skifter (fra 1998-2002 og fra 2016)
- Skoledu
- Strandberg Publishing
- Forlaget Alvilda

## Direktion
- 1770-1802: Søren Gyldendal
- 1802-1809: Frederikke Gyldendal, født Kraft (fuldmægtig N.A. Wahl som prokurator)
- 1809-1846: Jacob Deichmann
- 1846-1887: Frederik V. Hegel
- 1887-1903: Jacob Hegel (associé fra 1877)
- 1896-1916: Peter Nansen
- 1903-1914: Ernst Bojesen
- 1912-1939: Frederik Hegel
- 1914-1917: Henrik Koppel
- 1931-1936: Niels Frederik Torner, økonomidirektør
- 1940-1954: Ingeborg Andersen
- 1954-1970: Otto B. Lindhardt (adm. direktør fra 1964)
- 1954-1960: Jokum Smith
- 1954-1963: Ole Wivel
- 1964-1980: Mogens Knudsen, litterær direktør
- 1964-1987: Carl Z. Hansen, økonomidirektør
- 1969-1970: Gert Ringhof
- 1971-1980: Ole Wivel (igen)
- 1979-1999: Kurt Fromberg, koncerndirektør (adm. direktør fra 1982)
- 1982-1984: Eigil Winther
- 1982-1984: Ole Werner Thomsen
- 1984-1991: Klaus Rifbjerg, litterær direktør
- 1987-2008: Per Hedeman, økonomidirektør
- 1991-1992: Christian Bundegaard, litterær direktør
- 1994-2018: Johannes Riis, litterær direktør
- 1995-2002: Jørn Lund
- 2000-2018: Stig Andersen, adm. direktør
- 2008-2021: Bjarne Ponikowski, økonomidirektør
- 2018-2022: Morten Hesseldahl, adm. direktør
- 2021 - 2024: Peter Normann, økonomidirektør
- 2022 - nu: Hanne Salomonsen, adm. direktør
- 2024 - nu: Henriette Schütze, økonomidirektør[7]

## Bestyrelsesformænd
Denne liste er ufuldstændig; hjælp gerne med at udfylde den.
- 1903-1918: Jacob Hegel
- 1918-1925: Gustav Philipsen
- 2009-2011: Alfred Josefsen
- 2011-2023: Poul Erik Tøjner
- 2023 - nu: Gregers Wedell-Wedellsborg

## Priser
Forlaget uddeler en række priser inden for forskellige kategorier. Disse tæller:
- Gyldendals Børnebogspris - siden 2006
- Gyldendals Faglitterære Pris - siden 2005